# Clip

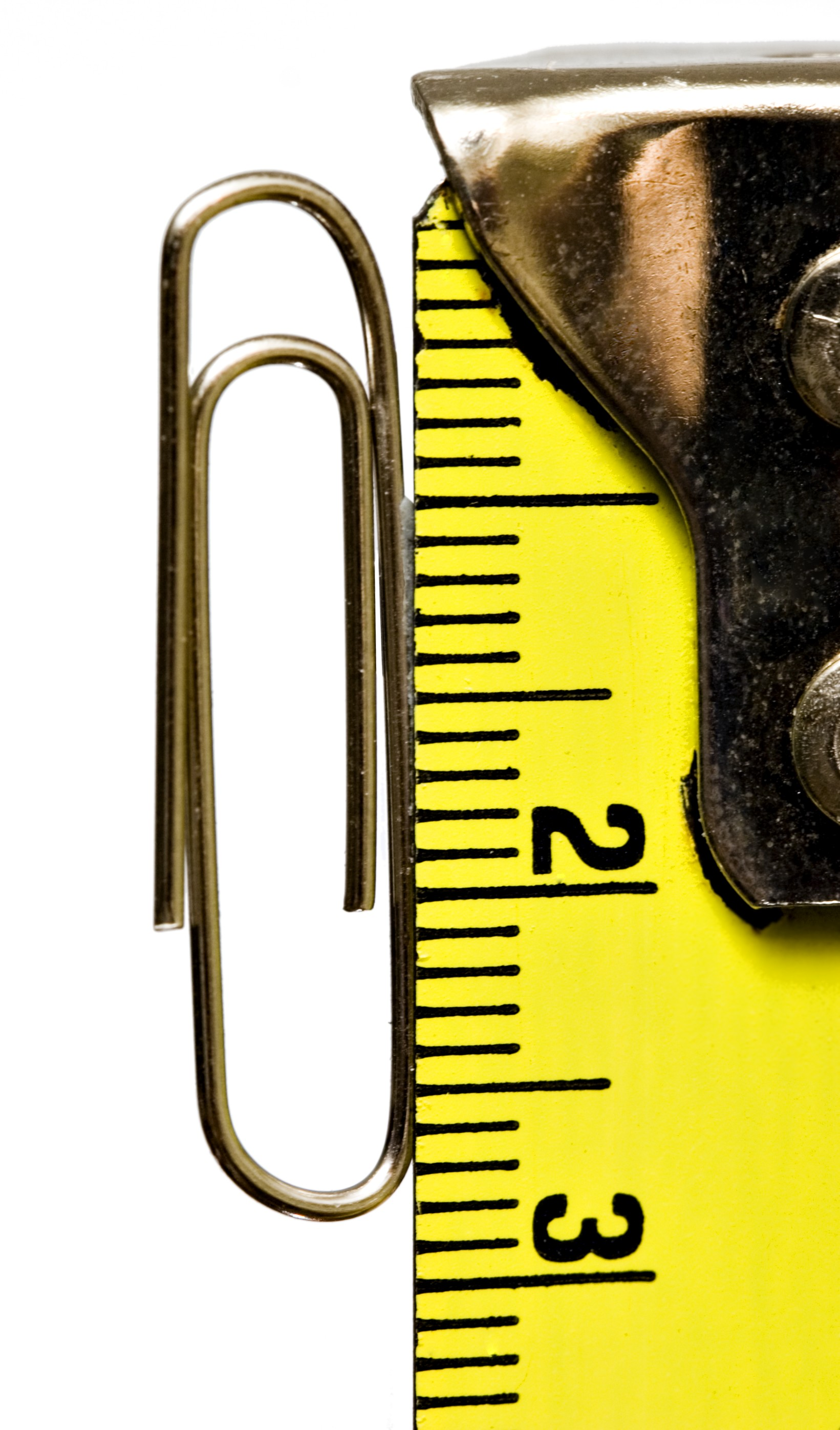
Clip

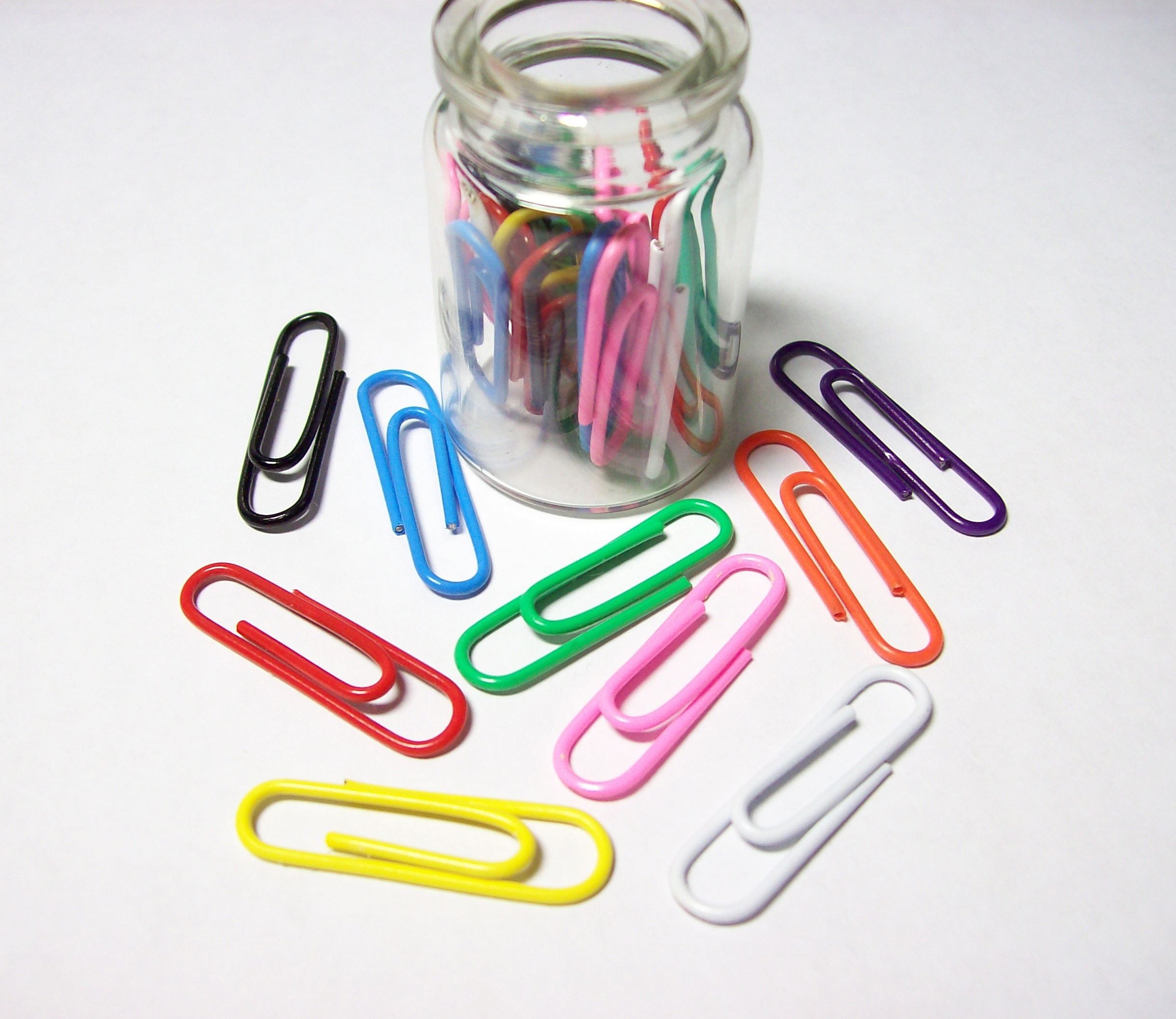
Clips per a paper

Un clip o fermall és un objecte metàl·lic petit generalment en forma de fil doblegat sobre si mateix que serveix per a subjectar papers, cartolines, roba, o cabells.

## Característiques
El clip consisteix, generalment, en un tros de filferro amb diferents plecs per aconseguir exercir pressió. De vegades es troba recobert d'un plàstic.

## Història
Alguns historiadors creuen que els romans d'Orient van ser els primers a utilitzar clips, que eren fets de bronze. Tanmateix, eren cars de produir i només servien per ajuntar documents imperials.
La primera patent per a una cosa similar a un clip va ser concedida a Samuel B. Fay, nord-americà, el 1867. Va ser dissenyat per subjectar etiquetes en tèxtils, però també va ser comercialitzat com a clip. En 1877 el seu compatriota Erlman J. Wright va patentar el primer objecte explícitament dissenyat per subjectar papers, similar als models actuals. Diverses patents nord-americanes van seguir durant les últimes dècades del segle xix.
Dels primers clips fets de filferro retorçat no se'n conserven esbossos, però sens dubte van ser produïts per l'empresa britànica The Gem Manufacturing Company en la dècada de 1890. En els països anglosaxons, el clip encara és denominat gem.
La màquina destinada a produir aquest tipus de clip va ser dissenyada per William Middlebook en 1899. El noruec Johan Vaaler va dissenyar el que va ser considerat com una mala solució, però superior al que ja existia fins aquell moment. Johan va presentar l'any 1899 la invenció en una oficina de patents d'Alemanya, ja que seu en aquella època no existien al seu país. Per això circula un rumor que assenyala a Noruega com el bressol del clip.
Durant la Segona Guerra Mundial, el clip es convertí en símbol d'orgull nacional del seu país d'origen. Quan Noruega fou ocupada per l'exèrcit alemany, les autoritats nazis prohibiren, entre altres coses, que el ciutadans lluïssin agulles amb la cara del rei i els noruecs respongueren amb l'exhibició d'un clip a la solapa.